# Myopites
Myopites es un género de insecto de la familia Tephritidae del orden Diptera.
Forman agallas de las plantas. Se encuentran en Europa.

## Especies
- Myopites apicatus Freidberg, 1980
- Myopites boghariensis Séguy, 1934
- Myopites bonifaciae Dirlbek, 1973
- Myopites cypriacus Hering, 1938
- Myopites delottoi (Munro, 1955)
- Myopites eximia Séguy, 1932
- Myopites hemixanthus (Munro, 1931)
- Myopites inulaedyssentericae Blot, 1927
- Myopites lelea Dirlbek, 1973
- Myopites longirostris (Loew, 1846)
- Myopites nigrescens Becker, 1908
- Myopites olii Dirlbek, 1973
- Myopites stylatus (Fabricius, 1794)
- Myopites tenellus Frauenfeld, 1863
- Myopites variofasciatus Becker, 1903
- Myopites zernyi Hering, 1939